# Eric Dawson
Eric Lamont Dawson (San Antonio, 7 luglio 1984) è un ex cestista statunitense.

## Palmarès
- Campione NBDL (2012)
- NBA Development League Impact Player of the Year Award (2012)
- All-NBDL Second Team (2012)